# Cyclaulax enotatus
Cyclaulax enotatus är en stekelart som först beskrevs av Szepligeti 1904.  Cyclaulax enotatus ingår i släktet Cyclaulax och familjen bracksteklar. Inga underarter finns listade i Catalogue of Life.